# Вортінг (Південна Дакота)
Вортінг (англ. Worthing) — місто (англ. city) в США, в окрузі Лінкольн штату Південна Дакота. Населення — 927 осіб (2020).

## Географія
Вортінг розташований за координатами 43°19′48″ пн. ш. 96°46′6″ зх. д. / 43.33000° пн. ш. 96.76833° зх. д. (43.330046, -96.768247).  За даними Бюро перепису населення США в 2010 році місто мало площу 1,45 км², уся площа — суходіл.

## Демографія
Згідно з переписом 2010 року, у місті мешкало 877 осіб у 325 домогосподарствах у складі 236 родин. Густота населення становила 604 особи/км².  Було 334 помешкання (230/км²).
Расовий склад населення:
| - 96,6 % — білих - 1,0 % — чорних або афроамериканців - 0,8 % — корінних американців - 0,3 % — азіатів |

До двох чи більше рас належало 1,3 %. Частка іспаномовних становила 0,7 % від усіх жителів.
За віковим діапазоном населення розподілялося таким чином: 30,8 % — особи молодші 18 років, 64,2 % — особи у віці 18—64 років, 5,0 % — особи у віці 65 років та старші. Медіана віку мешканця становила 29,2 року. На 100 осіб жіночої статі у місті припадало 99,8 чоловіків;  на 100 жінок у віці від 18 років та старших — 100,3 чоловіків також старших 18 років.
Середній дохід на одне домашнє господарство  становив 67 714 долари США (медіана — 66 083), а середній дохід на одну сім'ю — 69 130 доларів (медіана — 68 056). Медіана доходів становила 40 820 доларів для чоловіків та 30 481 долар для жінок. За межею бідності перебувало 0,9 % осіб, у тому числі 0,4 % дітей у віці до 18 років та 0,0 % осіб у віці 65 років та старших.
Цивільне працевлаштоване населення становило 594 особи. Основні галузі зайнятості: освіта, охорона здоров'я та соціальна допомога — 25,6 %, роздрібна торгівля — 13,0 %, виробництво — 9,6 %, будівництво — 7,4 %.